# Caesar van Everdingen
Cesar Boetius van Everdingen (Alkmaar, 1606 – 1678) è stato un pittore olandese.

## Biografia

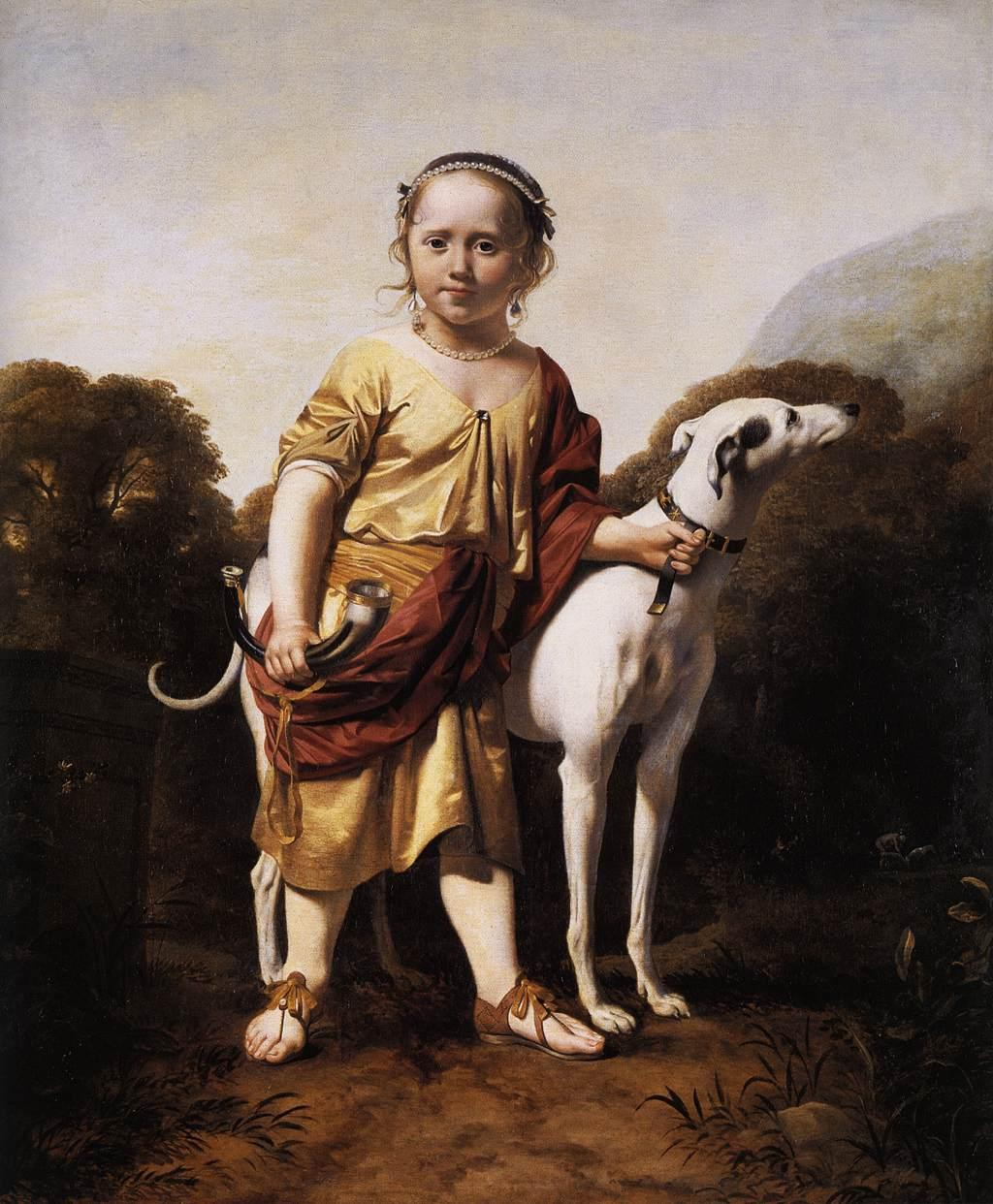
Ritratto di una bambina con costume da cacciatrice, Koninklijk Museum voor Schone Kunsten, Anversa

Fratello di Allart, nacque ad Alkmaar nel 1606, anche se secondo Houbraken gli anni più probabili della sua nascita sono il 1617 o addirittura il 1621. Fu allievo di Jan van Bronckhorst a Utrecht e dal 1632 fu iscritto alla ghilda dei pittori di Alkmaar, poi dal 1651 a quella di Haarlem, di cui fu commissario nel 1653-1654 e decano nel 1655-1656. Viene citato ad Amsterdam nel 1661, mentre nel 1648 e nel 1650 lavorò alla Huis ten Bosch presso l'Aja, decorandovi la sala d'Orange.
Dipinse vari ritratti, tra cui i principali sono:
- Ritratto di Willem Baert, Rijksmuseum, Amsterdam, 1671
- Ritratto di Elisabeth van Kessel, Rijksmuseum, Amsterdam, 1671
- Ritratto di Albert Capelman, Leida, 1635
- Ritratto di Anna Bloem, Leida, 1635

Dipinse anche scene di storia e di genere, con toni grigio-bruni e porcellanati, ove la sobrietà compositiva si unisce ad una tendenza caravaggesca alla contrapposizione dei volumi, modellati da toni chiari e raffinati, e alla fermezza plastica. Tra queste opere si ricordano:
- Socrate, le sue due mogli e Alcibiade, ora a Strasburgo
- Diogene in cerca dell'uomo, Mauritshuis, L'Aia, 1652
- Bacco, le ninfe e l'amore, Gemäldegalerie Alte Meister, Dresda
- Suonatrice di cetra, Musée des beaux-arts, Rouen
- Busto di donna romana, collezione Staring, Vorden, 1665
- Cinque muse, Huis ten Bosch, L'Aia